# Resident Evil Village
Resident Evil Village je horor videoigra preživljavanja koju je razvio i objavio Capcom. Nastavak na Resident Evil 7: Biohazard (2017.), igrači kontroliraju Ethana Wintersa, koji traži svoju otetu kćer; nakon sudbonosnog susreta s Chrisom Redfieldom nađe se u selu prepunom mutiranih stvorenja. Iako Village održava elemente horora za preživljavanje iz serije Resident Evil, igra usvaja stil igranja usmjereniji na akciju u odnosu na svog prethodnika.
Resident Evil Village također uključuje mrežni mod za više igrača. Igra je najavljena na PlayStation 5 eventu u lipnju 2020. godine, a objavljena je 7. svibnja 2021. za Windows, PlayStation 4, PlayStation 5, Xbox One, Xbox Series X/S i Stadia. Resident Evil Village dobio je općenito povoljne kritike, pohvaljen zbog igranja, okruženja i raznolikosti, iako je dobio kritike zbog svojih zagonetki i šefova. Povećana usredotočenost igre na akciju u odnosu na svog prethodnika dobila je različita mišljenja. 

## Igra
Poput svog prethodnika, Resident Evil 7, Resident Evil Village koristi perspektivu prvog lica. Smješteno je u snježnom, istočnom europskom selu. Mehaničar upravljanja zalihama vrlo je sličan onome u Resident Evil 4, a sadrži aktovku i mogućnost pomicanja i rotiranja predmeta radi boljeg prostora za pohranu. Igrači mogu kupiti potrepštine, oružje i predmete od trgovca, zvanog Vojvoda. Igrači također mogu loviti životinje u selu i da ih vojvoda kuha u jelima. Jesti priloge omogućava igraču stjecanje određenih prednosti poput smanjenja štete nastale tijekom blokiranja. Igrači mogu ručno spremiti napredak igre lociranjem i upotrebom pisaćih strojeva, koji zamjenjuju magnetofonske vrpce prikazane u Resident Evil 7.
Slično Resident Evil 3 Remake (2020.), Resident Evil Village uključivat će internetsku igru za više igrača za šest igrača, Resident Evil RE: Verse, koja je odgođena do ljeta 2021.
Način plaćenika također se vraća u Village. Kao i prethodni unosi Resident Evil, i to je način igre u arkadnom stilu. 

## Sinopsis

### Okoliš
Resident Evil Village smješten je tri godine nakon događaja Resident Evil 7. Ethan Winters vraća se kao glavni junak. Ethan živi sa suprugom Mijom i šestomjesečnom kćerkom Rosemary kad se iznenada pojave Chris Redfield i njegovi ljudi koji hladnokrvno ubijaju njegovu suprugu i otimaju njega i kćerkicu dovodeći ih u misteriozno europsko selo. Ethan mora preći selo kako bi spasio Rosemary. Selo napadnu mutanti slični vukodlacima zvani Likani, a njima upravljaju četiri različita gospodara mutanata, svaki kontrolirajući svoje snage iz uporišta unutar sela. Lady Alcina Dimitrescu, neobično visoka vampirijska aristokratkinja, boravi u dvorcu Dimitrescu sa svoje tri kćeri Belom, Cassandrom i Danielom i mutiranim ženskim pomoćnicima. Donna Beneviento koja izaziva halucinacije i nalik duhu vlada iz svoje vile House Beneviento i djeluje kroz svoju lutku Angie. Groteskni Salvatore Moreau djeluje iz rezervoara u neposrednoj blizini sela i opisan je kao "merman". Karl Heisenberg, koji može manipulirati magnetskim poljima, vodi skupinu Soldatovih simulakra iz suvremene tvornice. Sve kuće odgovaraju na vrhovnu ličnost zvanu Majka Miranda, vladarica sela koja je "prisutnost koju seljani štuju".

### Radnja
Tri godine nakon događaja u Dulveyu, Chrisa Redfield je Ethana i Miju preselio u Europu kako bi započeli novi život s njihovom novorođenom kćerkom Rosemary. Jedne noći, Redfield i njegov vod Hound Wolf pretresli su kuću, izvršili atentat na Miju i oteli Ethana i Rosemary. Ethan se probudi pored srušenog transportnog kamiona u kojem su se vozili i stiže do obližnjeg sela koje su terorizirala stvorenja slična vukodlacima poznata kao Likani. Ethan nije u stanju spasiti preostale seljane i zarobljen je i izveden pred seosku svećenicu Majku Mirandu i njezine gospodare: Alcinu Dimitrescu, Donnu Beneviento, Salvatorea Moreau i Karla Heisenberga. Ethan bježi od smrtne zamke koju je napravio Heisenberg i ulazi u Dimitrescuov dvorac kako bi pronašao Rosemary, uz podršku lokalnog trgovca poznatog kao vojvoda. Ethan eliminira Dimitrescua i njezine kćeri, pronalazeći tikvicu u kojoj se nalazila Rosemaryina glava. Vojvoda objašnjava da je Miranda stavila Rosemaryne dijelove tijela u četiri različite tikvice za poseban ritual i da je se može obnoviti ako Ethan oporavi ostale tikvice koje su držali preostali gospodari.
Dok ubija Benevienta i Moreau zbog njihovih tikvica, Ethan saznaje da je i gonič Hound također u selu. Ethan položi test iz Heisenberga za četvrtu tikvicu i pozvan je u lordovu tvornicu gdje Heisenberg nudi prijedlog da zajedno poraze Mirandu. Ethan odbija kad sazna da Heisenberg namjerava oružjem Rosemary i pobjegne. Ethan se susreće i suočava s Chrisom zbog Mijine smrti, saznavši da je "Mia" koju je Chris ubio prerušena Miranda. Chris otkriva da Miranda posjeduje moć mimike i da je pokušala oteti Rosemary, uspijevajući kad je srušila transportni kamion. Chris uništava Heisenbergovu tvornicu dok Ethan koristi improvizirani tenk da porazi Heisenberga. Miranda se suočava s Ethanom i ubija ga nakon što otkriva svoje planove da uzme Rosemary za svoju.
Svjedočeći Ethanovoj smrti, Chris navodi Hounda Wolfa da izvuče Rosemary dok napadačka snaga Saveza za procjenu sigurnosti bioterorizma (BSAA) odvraća Mirandu. Chris ulazi u špilju ispod sela i otkriva Megamycete (u japanskoj igri nazvan "gljivični korijen" i "Crni Bog"), izvor plijesni. Podmeće bombu na Megamycete i pronalazi Mirandin laboratorij, saznajući da je živjela stoljeće otkako je došla u kontakt s Megamyceteom i bila mentor osnivaču Umbrella Corporation Oswellu E. Spenceru; Oswell je iskoristila svoje znanje da bi na kraju razvila t-Virus. Miranda je eksperimentirala s gljivicom pokušavajući oživjeti svoju kćer Evu, koja je podlegla španjolskoj gripi, a četvorica gospodara, Lycans i Eveline bili su neuspjeli eksperimenti. Miranda je pronašla prikladnog domaćina s Rosemary zbog njezinih posebnih sposobnosti naslijeđenih od Ethana i Mie. Chris također spašava zatvorenu Miju, saznavši da je Ethan još uvijek živ kad Mia otkrije moći svog supruga.
Ethan oživljava nakon što je u limbu susreo Eveline koja otkriva da je ubijen u prvom susretu s Jackom Bakerom u Dulveyu, ali ga je oživio njezin plijesan koja mu je dala regenerativne moći. Vojvoda dovodi Ethana na mjesto obreda gdje Miranda pokušava oživjeti Evu, ali uspijeva samo oživjeti Rosemary. Razjarena Miranda bori se protiv Ethana, koji je ubija, prije nego što Megamycete izađe iz zemlje. Ethan, čije se tijelo pogoršavalo od njegovih regenerativnih moći koje su dosegnule svoju granicu, žrtvuje se kako bi aktivirao bombu podmetnutu na Megamycete, dok Chris prevozi Miju i Rosemary na sigurno. Dok Mia oplakuje gubitak Ethana, Chris otkriva da su vojnici BSAA-e poslani u selo bilo organsko bio oružje i zapovijeda svom odredu da krene prema europskom sjedištu BSAA-e. 
U sceni nakon kredita, tinejdžerica Rosemary posjećuje Ethanov grob prije nego što je pozvana u misiju u ime neotkrivene organizacije. Dok se ona i njezina pratnja udaljavaju u daljinu, vidi se nepoznata figura kako se približava njihovom vozilu.